# Пропаганда в УНР

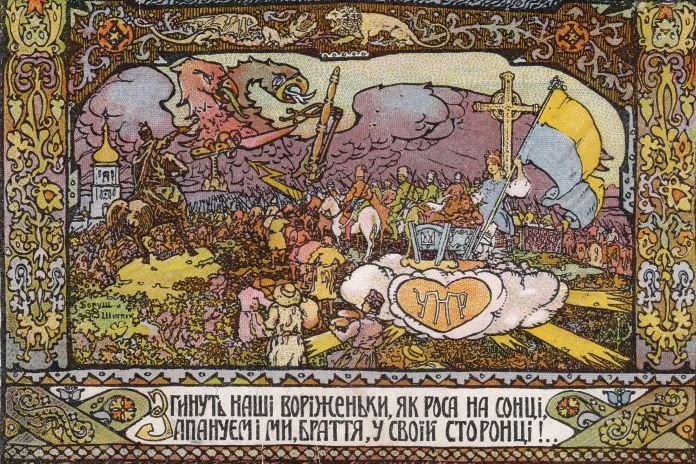
Украинская пропагандистская листовка, 1917 год

Пропаганда в Украинской Народной Республике (УНР) представляла собой важный аспект государственной деятельности в период её существования в начале XX века. УНР боролась за свою независимость, и пропаганда использовалась для мобилизации поддержки войны и оправдания политики правительства.
Пропаганда часто изображала большевиков как врагов Украины и призывала украинцев, считавших, что имеют право на собственное государство, объединиться и бороться за свою независимость. Пропаганда также использовалась, чтобы подчеркнуть исторические и культурные связи Украины, создать чувство единства среди украинского народа. Она была важным инструментом, который УНР использовала для обретения независимости. Пропаганда помогла мобилизовать поддержку войны, оправдать политику правительства.
В 1918 году было создано министерство прессы и пропаганды УНР, которое фокусировалось на пробуждении национального сознания и защите интересов государства. В условиях сложной обстановки внутри и вне страны УНР активно налаживала телеграфную связь, развивала радиотелеграфные сети и осуществляла информационную поддержку украинской эмиграции.
Министерство в рамках пропагандистской деятельности использовало агитационные материалы, в основном посвящённые военным событиям, включая взаимодействие украинских армий в антибольшевистской борьбе, привлечение добровольцев в армию УНР, обращения к населению, проживающему на территориях под контролем большевиков. Газета «Украинпресс» также стала важным пропагандистским инструментом, поддерживая украинцев и освещая деятельность УНР в том числе на международной арене. 
УНР использовала различные формы пропаганды, включая плакаты, листовки, газеты и радио. Их часто использовали для изображения большевиков как врагов Украины, призыва украинцев вступить в армию и бороться за свою независимость. 
Руководство УНР стремилось формировать положительный образ государства как внутри страны, так и на мировой арене, уделяя внимание системам оповещения как необходимой части общественного развития.

## Предыстория
Восстановление украинской государственности в 1917 году привело к изменениям в политической, социально-экономической и национально-культурной жизни Украины. Исследования в виде небольших брошюр, научных исследований, очерков и статей по истории Революционной украинской партии (РУП), появившиеся в 1917—1920 годах, были подготовлены активными деятелями национального движения. Некоторые известные исследователи рассматривали структурную организацию РУП, а также её агитационно-пропагандистскую деятельность и партийные издания.
К примеру, историк Иосиф Гермайзе в своей монографии «Очерки по истории революционного движения на Украине» (1926) расссмотрел историю РУП на основе архивных материалов, прессы, партийных документов, пропагандистско-агитационной литературы, воспоминаний и мемуаров бывших членов партии. Для более объективной оценки агитационно-пропагандистской работы РУП в приложениях были помещены основные партийные документы, агитационная литература РУП в период за 1902—1905 годы. Ещё 12 листовок историк опубликовал в книге «Нелегальные обращения по случаю Шевченковской годовщины» (1926). Другой исследователь А. Дучинский, анализируя полтавскую организацию РУП, разделил историю партии на Полтавщине на два основных периода: 1) мобилизация революционных украинских сил, подготовка и широкая пропаганда РУП на Полтавщине (1901—1903); 2) упадок РУП, возрождение и упадок партии в Полтаве (1903—1905).

## Министерство прессы и пропаганды УНР

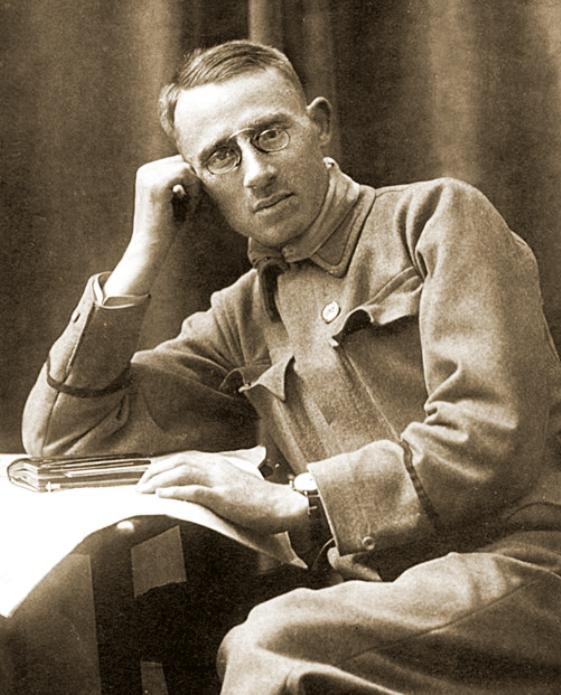
Осип Назарук

После подавления антигетманского восстания и установления Директории УНР 30 декабря 1918 года был выпущен Декрет о формировании Управления прессы и информации с полномочиями отдельного министерства, впоследствии известного как «министерство прессы и информации» или «министерство прессы и пропаганды». Согласно документу, главной задачей нового ведомства было пробуждение сознания широких народных масс на Украине относительно самодержавных интересов Украинской Народной Республики, а также защита этих интересов перед общественным мнением за пределами государства. Сводки министерства прессы и пропаганды содержат информационные сообщения практически по всем областям общественной жизни: политика, социально-экономическая жизнь, международные отношения, образование, религия, культура и так далее, что впоследствии нашло отражение в вёрстке информационных выпусков на радио.
С 1920 по 1921 год ведомство возглавлял политический деятель, писатель и журналист Осип Назарук. Ему было поручено осуществлять значительную часть информационной и пропагандистской работы УНР. В структуру министерства входил специальный отдел, ответственный за информационное взаимодействие с украинской эмиграцией на территории Польши. Его задачей было освещение борьбы народа УНР за права и противостояние влиянию Советской России. Назарук вспоминал недостаток профессионалов и недостаточную проинформированность населения в отдалённых от Киева районах.
На территории независимой Украины также возникла необходимость в восстановлении телеграфной связи внутри страны и с другими государствами. Под эгидой правительства УНР начались усилия по налаживанию государственной радиотелеграфной сети. Представители власти активно искали способы установления коммуникаций внутри страны и за её пределами и, несмотря на сложную внешнюю и внутреннюю обстановку, стремились воплощать в повседневную реальность идею государственного единства и согласованности, осуществляя информационную и пропагандистскую деятельность. В течение всего периода существования УНР министерство прессы и пропаганды активно внедряло и улучшало систему такой деятельности.
В «Отчёте о работе петлюровского Министерства Прессы и Пропаганды от 3 марта до 5 сентября 1921 года» подчёркивается, что сфера пропаганды находится в более сложном положении по сравнению со сферой прессы и информации. Пропаганде требуется постоянное финансирование для бесперебойной работы, а её основным инструментом становится издание пропагандистской литературы, включая брошюры и воззвания.
В составе министерства прессы и пропаганды УНР функционировал специальный отдел прессы, сфокусированный главным образом на информационной поддержке украинской эмиграции в Польше и реакции на воздействие Советской России. Основной стратегией было регулярное размещение информации о событиях на Украине в международных газетах. Эта практика направлена была на нейтрализацию провокационных действий вражеской агентуры в местах проживания украинской эмиграции в Польше. Отдел прессы также периодически выпускал коммуникаты и доклады, содержащие информацию об общественно-политической жизни государства и заседаниях Совета Республики. Эти материалы рассылались военным лагерям, Совету Республики и государственным институтам.
В феврале 1922 года журналист Владимир Мурский был назначен исполняющим обязанности директора департамента прессы и информации министерства печати и пропаганды УНР. На этом посту он осуществлял контроль за процессом создания и распространения периодических изданий на украинском языке как в диаспоре, так и на территории большевистской Украины. Его главная задача заключалась в поддержке и распространении идей украинской независимости. В рамках своих обязанностей Мурский также выполнял функции советника министерства иностранных дел УНР.

## Издания

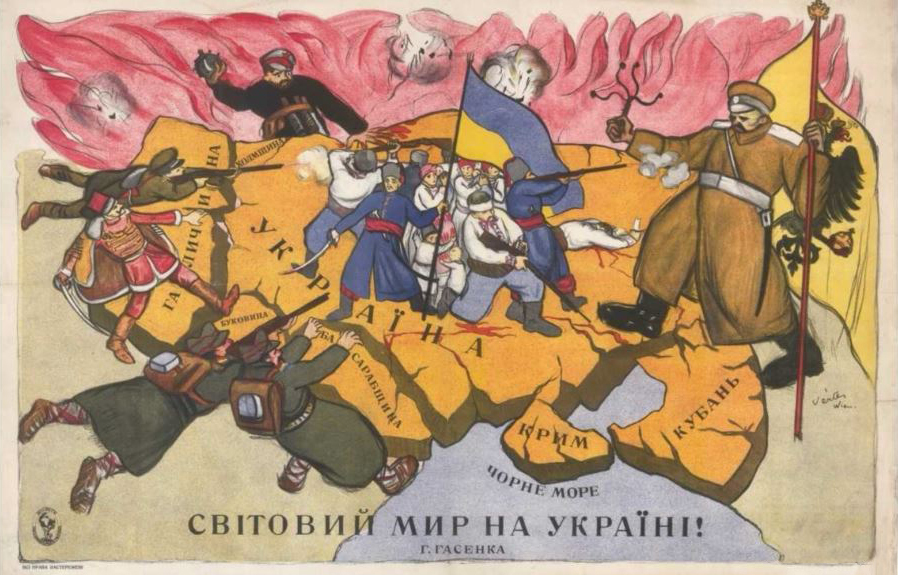
Пропагандистская листовка, изданная в Вене в 1919 году. Художник «Verte», автор идеи — Юрий Гасенко

Министерство прессы и информации УНР активно привлекало внимание общественности, особенно в период с июня по ноябрь 1919 года, известный как Каменецкая эпоха Директории УНР. В этот период отдел народных изданий, созданный при ведомстве, занимался разработкой и выпуском листовочной литературы. Для издания открыток Управление прессы и информации УНР использовало свою 1-ю Типографию, а также другие типографии, такие как Подольская губернская народная управа и типография С. Клигера.
Значительная часть листовок была посвящена военным событиям. Министерство выпустило различные публикации, направленные на взаимодействие украинских армий в антибольшевистской борьбе. Эти издания, такие как открытка «Привет Приднестровским Казакам и Старшинам от Государственной Инспектуры Украинской Народной Армии», обращение «Казаки и старшины Галицкой армии!», а также летучка «К галицким жалонёрам», выражали надежду на успешное сотрудничество. Остерегаться провокаций главного врага Украины призывала летучка «Большевистская ложь». Кроме того, листовки на эту тематику распространялись среди местного населения — «Помогаем Галичанам — они и нам помогут», «Крестьяне Подолье!» и прочие.
Листовки также касались привлечения добровольцев в Армию УНР (например, «Все идите в армию!!!»), формирования Конного коша, а также призывов к женщинам поддерживать солдат. Широкое распространение получили агитационные материалы, обращённые к населению, живущему на территориях под контролем большевиков. Листовки с антибольшевистским уклоном предостерегали крестьянство от возможных провокаций.
Публикации принимали форму брошюр и более развернутых текстов. Листовка «Пора уже быть нам сознательными и полезными гражданами Украинской Народной Республики» (сентябрь 1919 года) целилась на настроения сельского населения Подолья, которое устало участвовать в войне. В ней также отмечается распространённое безразличие украинцев к гражданским обязанностям. Агитационный материал призывает внести свой маленький вклад в защиту Отечества.

### «Украинпресс»
Печатное издание «Украинпресс» стало важным информационным и пропагандистским инструментом, освещая деятельность УНР и поддерживая украинское гражданство в регионах Волыни и Холмщины.
В газете ежедневно выпускались информационные обежники, которые присылались в украинские, польские и российские газеты. Несколько украинских изданий, включая «Воля», «Родной край», «Сын Украины», «Украинское слово», полностью перепечатывали материалы из «Украинпресс». Издание за короткий срок смогло утвердиться как информационная и пропагандистская трибуна УНР. Подготовка информационных обзоров, охватывающих все сферы жизни УНР, стала значимым шагом в налаживании эффективной коммуникации внутри страны и с зарубежными центрами украинцев. Производство материала для газет предоставило возможность передачи информации через радиотелеграф.

## Образ в международном сообществе
Украинская Народная Республика уделяла значительное внимание вопросу формирования положительного образа государства как внутри страны, так и на мировой арене. Тезисы государства нашли своё отражение в Дипломатической ноте правительства УНР, адресованной народам и представителям мировых государств. В нём, среди прочего, отмечается, что 1920-й год был отмечен ожесточённой борьбой украинского народа против «советской оккупации» и что российские коммунисты формально признали независимость Украины под наименованием Украинской Советской Социалистической Республики.
Одним из исторически значимых документов стало письмо министерства иностранных дел УНР в министерство почт и телеграфов от 2 июня 1920 года, касающееся освобождения Украины от большевиков. В нём сообщается о гражданской администрации украинской территории и возможности установления почтово-телеграфной связи. МИД УНР активно выступало в роли новостного источника среди других правительственных институтов, призывая к установлению связи между УНР и странами мира.
В дипломатической ноте правительства УНР за 1921 год выделяется агрессивная природа украинско-советского правительства и подчёркивается его деструктивное влияние на утверждение государственной самостоятельности Украины. В документе заявляется, что Совет Республики как орган Верховной Власти УНР категорически опровергает легитимность украинского советского правительства, называя его оккупационным и враждебным, поскольку украинский народ не избирал и не признавал этот советский орган, навязанный из Москвы. В сфере международных отношений Совет Республики выражает намерение поддерживать тесные связи с Польшей и Румынией. Документ заключается заявлением о непоколебимой решимости украинского народа бороться за свою независимость, а также о поиске общих основ с русским народом для признания прав на независимость обеих общностей.
Дипломатическая нота прослеживает стремление привлечь внимание мировой общественности к неизменной цели страны двигаться в направлении независимости и суверенитета, а также осудить действия большевиков на Украине. Документ выражает попытку установить диалог с русским народом и достичь компромисса в стратегических вопросах.
У украинского руководства была необходимость наладить системы оповещения в УНР как необходимой составляющей общественного развития. Становление этого вида деятельности не планировалось отдельно от стремления властей государства закрепить основы, разработать концепцию становления страны в целом и каждой её отдельной отрасли в частности. 3 февраля 1921 года такую стратегию и тактику утверждения Украины опубликовал в своём обращении к Совету Республики главный гетман войск УНР Симон Петлюра. Он подчеркнул основную задачу в лице сохранения непоколебимость национально-государственной воли, призвал идти вперёд с полной верой, чтобы заполучить свободу и суверенитет для украинского народа. Проявление и концентрация воли для утверждения суверенитета стали для него необходимостью. Петлюра был убеждён, что так можно было убедить международное сообщество в том, что восточный вопрос невозможно решить без Украины, и страну следует признать независимым государством.